# Прнявор (Чорногорія)
Прнявор (чорн. Prnjavor/Прњавор) — містечко (поселення) в Чорногорії, підпорядковане общині Плав. Мусульманське поселення з населенням 944 мешканців.

## Населення
Динаміка чисельності населення (станом на 2003 рік):
- 1948 → 733
- 1953 → 792
- 1961 → 848
- 1971 → 899
- 1981 → 965
- 1991 → 1 128
- 2003 → 944

Національний склад містечка (станом на 2003 рік):
Слід відмітити, що перепис населення проводився в часи міжетнічного протистояння на Балканах й тоді частина чорногорців солідаризувалася з сербами й відносила себе до спільної з ними національної групи (найменуючи себе югославами-сербами — притримуючись течії панславізму). Тому, в запланованому переписі на 2015 рік очікується суттєва кореляція цифр національного складу (в сторону збільшення кількості чорногорців) — оскільки тепер чіткіше проходитиме розмежування, міжнаціональне, в самій Чорногорії.